# لينو (مغني)
لينو (بالفرنسية: Lino)‏ هو مغني فرنسي، ولد في 23 مايو 1974 في برازافيل في جمهورية الكونغو.

## وصلات خارجية
- الموقع الرسمي
- لينو على موقع ميوزك برينز (الإنجليزية)
- لينو على موقع أول ميوزيك (الإنجليزية)
- لينو على موقع ديسكوغز (الإنجليزية)